# Svēte
Die Svēte (litauisch Švėtė; deutscher Name: Schwete, historisch auch Schwedt) ist ein linker Nebenfluss der Lielupe.

## Verlauf
Der Fluss entspringt bei Šiauliai (dt.: Schaulen) in Litauen und ist bei der Ortschaft Žagarė für zwei Kilometer Grenzfluss zu Lettland. Auf lettischem Territorium bildet die Svēte ein bis zu zehn Meter tiefes Tal. Abwärts von Augstkalne wird das Tal dann flacher und weiter und fließt durch die Niederungen von Semgallen. Zum Schutz vor Hochwassern wurden viele Abschnitte mit Dämmen verstärkt. Bei Jelgava wird am Ufer Ton abgebaut.
Die größten Zuflüsse sind  Tērvete, Auce, Bērze und Vilce.
Größere Orte am Ufer sind Žagarė, Gaižaiči, Augstkalne, Svēte und Jelgava.